# أهيبا
أهيبا (الاسم العلمي:Pachyrhizus ahipa) هي نوع من النبات يتبع جنس اللوبيا البصلية من فصيلة البقولية.